# Кампања плавог срца
Кампања плавог срца је међународни програм за борбу против трговине људима који је покренула Канцеларија Уједињених нација за дроге и криминал. Основана 1997. године, Канцеларија Уједињених нација за дроге и криминал је подржала земље у примени три протокола Уједињених нација о дрогама. 2000. године, након што је Генерална скупштина Уједињених нација усвојила Протокол за спречавање, сузбијање и кажњавање трговине људима, посебно женама и децом, Канцеларија Уједињених нација за дроге и криминал је постала „чувар“ тог протокола и преузела функцију борбе против трговине људима. Кампању плавог срца покренуо је, у марту 2009. године, извршни директор Канцеларије Уједињених нација за дроге и криминал Антонио Мариа Коста током свог обраћања на састанку Светске конференције жена у Бечу. Симбол кампање је плаво срце. Кампања плаво срце користи своју веб страницу, као и Фејсбук, Твитер, Јутјуб канал и Фликр да саопштава јавности своје циљеве и вести.

## Протокол за спречавање, сузбијање и кажњавање трговине људима
Протокол Уједињених нација за спречавање, сузбијање и кажњавање трговине људима, посебно женама и децом, који је ступио на снагу 25. децембра 2003. године, наводи да, иако постоје правила и мере за борбу против експлоатације људи, не постоји универзални инструмент за борбу против свих аспекти трговине људима. Протокол укључује законске одредбе и мере заштите, превенције и сарадње. До данас је више од 147 земаља ратификовало и потписало протокол. Међутим, према Канцеларији Уједињених нација за дроге и криминал, „веома мали број криминалаца је приведен правди и већина жртава никада није идентификована нити им се пружи помоћ.”

## Финансирање
Да би подржале Кампању плавог срца, Уједињене нације су покренуле Добровољни фонд за жртве трговине људима. Фонд је основан након што је Генерална скупштина у јулу 2010. године усвојила Глобални план акције Уједињених нација за борбу против трговине људима. Фонд ће такође помоћи владама, као и међувладиним и невладиним организацијама да заштите и подрже жртве трговине људима како би се опоравиле од физичких и психичких повреда.

## Извештај о трговини људима
За Сједињене Америчке Државе, Извештај о трговини људима је главно дипломатско средство за ангажовање страних влада у борби против трговине људима. То је најсвеобухватнији светски ресурс владиних напора у борби против трговине људима и представља ажуриран, глобални поглед на природу и обим трговине људима и широк спектар владиних акција да се супротставе и елиминишу проблем. Влада Сједињених Америчких Држава користи Извештај о трговини људима да би укључила стране владе у дијалоге за унапређење реформи у борби против трговине људима, за борбу против трговине људима и за усмеравање ресурса на програме превенције, заштите и кривичног гоњења. Међународне организације, стране владе и невладине организације користе извештај као алат за испитивање где су ресурси најпотребнији. Ослобађање жртава, спречавање трговине људима и привођење трговаца правди су крајњи циљеви извештаја и политике америчке владе против трговине људима. У Извештају о трговини људима, Стејт департмент сваку земљу сврстава у један од три нивоа, на основу обима напора њихових влада да испоштују „минималне стандарде за елиминацију трговине људима“, који се налазе у одељку 108. Жртава трговине људима и насиља Закона о заштити. Иако је ниво 1 највиши ранг, то не значи да земља нема проблем трговине људима. Напротив, рангирање првог нивоа указује на то да је влада признала постојање трговине људима, уложила напоре да реши проблем и да спроводе реформе у складу са минималним стандардима Закона о заштити жртава трговине људима и насиља из 2000.. Сваке године владе треба да покажу значајан напредак у борби против трговине људима како би задржале ранг 1. нивоа.

## Национални месец превенције ропства и трговине људима
Барак Обама је 31. децембра 2012. године прогласио јануар националним месецом превенције ропства и трговине људима. У свом прогласу, председник Обама објашњава да „мреже за трговину људима делују и на домаћем и на транснационалном нивоу, и иако злоупотребе несразмерно погађају жене и девојчице, жртве ове текуће глобалне трагедије су мушкарци, жене и деца свих узраста. Широм света, пратимо напредак влада у борби против трговине људима, истовремено подржавајући програме који имају за циљ њено искорењивање“. Председник Доналд Трамп је 29. децембра 2017. године прогласио јануар 2018. националним месецом превенције ропства и трговине људима.

## Укљученост
Мексико је био прва земља на свету која се придружила, још у априлу 2010. године. Шпанија је следила пример Мексика и придружила се Кампањи у јуну 2010. године, поставши прва европска земља која се придружила. У априлу 2012. године, Португал се придружио листи земаља које подржавају кампању. Покренули су га Тереза Мораис, државни секретар за парламентарне послове и равноправност, Мануел Албано, португалски национални известилац за трговину људима, и Пјер Лапак, шеф Јединице за организовани криминал Уједињених нација. Глас о Плавом срцу проширио се широм света и многе организације се укључују. Студентска организација на Универзитету Јужне Флориде под називом Неопходна побољшања за трансформацију животне средине учествовала је у кампањи у фебруару 2012. године, да би подржала два друга студента који су преживели трговину људима. У априлу 2009. године, Центар за трговину људима Уједињеног Краљевства и његова кампања Плавих повеза преко очију ступили су у стратешко партнерство са Канцеларијом Уједињених нација за дроге и криминал и Кампањом Плавог срца да промовишу међусобне кампање, са посебним циљем да представе јасну јавну слику о њиховом комплементарном односу уз разјашњавање њихове две веома различите функције.

## Повећани напори за спровођење закона у Европи
Европска унија је 2011. године усвојила законодавну Директиву 2011/36/ЕУ о спречавању и борби против трговине људима и заштити њених жртава. Има за циљ да законодавство и казне учини ефикаснијим, обезбеђујући успешно превенцију и кривично гоњење трговине људима, као и побољшану заштиту и помоћ жртвама. У децембру 2011. године, Европска комисија је именовала Мирју Василиадоу за координатора за борбу против трговине људима, у циљу побољшања координације и кохерентности између институција и агенција Европске уније, као и са државама чланицама и међународним актерима. Успостављање координатора такође има за циљ да обезбеди општу стратешку и политичку оријентацију. Обједињавајући превенцију, спровођење закона и заштиту жртава, она ће обезбедити да се сва одговарајућа средства за акцију Европске уније против трговине људима на адекватан начин користе и мобилишу. Европска полицијска канцеларија (Европол) помаже државама чланицама Европске уније у њиховој борби против тешког и организованог криминала. Трговина људским бићима је једна од области криминала под мандатом Европола.